# 劉鍾俊
劉鐘俊（?—?），字用章，贵州修文人，清末政治人物、進士出身。
光緒三十年（1904年）太后七旬万寿甲辰恩科進士，二甲七十八名，后官主事、湖南攸縣知縣。